# TALK TO NEIGHBORS
『TALK TO NEIGHBORS』（トーク・トゥ・ネイバーズ）は、2024年4月1日からJ-WAVEで放送されているラジオ番組。

## 概要
前番組『GOOD NEIGHBORS』のゲストコーナーであった「TALK TO NEIGHBORS」を30分番組として独立させたトーク番組で、毎週月曜 - 木曜 13:00 - 13:30（日本標準時）に放送。ナビゲーターは、前番組から引き続きクリス智子が務めている。
番組は、週替わりで様々なゲストを迎えてのトークを実施。番組ハッシュタグは「#ttn813」。
毎週金曜には、J-WAVEが運営する『J-WAVE Podcast』での配信が行われる。こちらではラジオでの放送内容に加え、同サイトでしか聞けない話も配信される。